# Trame noire (Kandinsky)
Pour les articles homonymes, voir Trame noire.
Trame noire – ou Schwarzer Raster en allemand – est un tableau réalisé par le peintre d'origine russe Vassily Kandinsky en 1922 à Weimar, en Allemagne. Cette huile sur toile abstraite se caractérise par la présence au centre de sa composition par ailleurs colorée d'une sorte de grille irrégulière aux bords noirs, délimitant des rectangles blancs. Elle évoque un échiquier. En outre, on peut interpréter certains éléments du coin inférieur gauche comme des bateaux suivis de poissons. Legs de Nina Kandinsky en 1981, l'œuvre fait partie des collections du musée national d'Art moderne, à Paris. Elle se trouve en dépôt au musée d'Arts de Nantes, à Nantes, depuis le 2 décembre 1986.